# Parc éolien de Fântânele-Cogealac
Le parc éolien de Fântânele-Cogealac est un parc éolien situé en Roumanie. Le projet aurait nécessité un investissement de 1,1 milliard d'euros. Il est le plus important parc éolien terrestre d'Europe.